# 大西利空
大西 利空（おおにし りく、2006年（平成18年）5月16日 - ）は、日本の俳優。
東京都出身。所属芸能事務所はトップコート。かつてはテアトルアカデミーに所属していた。

## 略歴
- 生後5か月で芸能界入り。2012年放送のテレビドラマ『ゴーイング マイ ホーム』（フジテレビ系）で初めてレギュラー出演を果たす[3]。テアトルアカデミーに約13年間所属した後（ - 2019年5月8日）、トップコートに移籍した[4]。

## 人物
- 特技は野球で、読売ジャイアンツのファン[5][6]。バスケットボール[2]や将棋も好き[7]。4歳からはじめたゲームも好きで、バトルロイヤルゲーム「フォートナイト」ではアジア大会に出場し、1万チーム中26位になった[6]。
- 好奇心旺盛で、好きになったことはとことん突き詰めるタイプ[6]。夢は、優しくて演技もうまい役者さんになること[8]。

## 出演
太字は主演、もしくはメインキャラクター。

### 実写映画

#### 長編映画
- Miss ZOMBIE（2013年9月14日） - 寺本健一 役
- ピカ☆★☆ンチ LIFE IS HARD たぶんHAPPY（2014年8月1日-31日） - 鴨川鉄壁 役
- 悼む人（2015年2月14日） - 静人（幼少期）役
- 金メダル男（2016年10月22日） - 秋田泉一（幼少期）役
- ぼくのおじさん（2016年11月3日） - 春山雪男 役[3]
- イタズラなKiss THE MOVIE Part2 キャンパス編（2017年1月27日）  - 木村伸宏 役
  - イタズラなKiss THE MOVIE Part3 プロポーズ編（2017年11月25日）
- 3月のライオン 前編・後編（2017年3月18日、4月22日） - 桐山零（幼少期） 役
- 仮面ライダー×スーパー戦隊 超スーパーヒーロー大戦（2017年3月25日） - 霧野エイト 役
- blank13（2018年2月3日） - 松田コウジ（幼少期） 役
- キングダム（2019年4月19日） - 信（幼少期） 役[9]
- いちごの唄（2019年7月5日） - 笹沢コウタ（中学生時代）役
- ファーストラヴ（2021年2月11日） - 真壁我聞（幼少期） 役 [10]
- るろうに剣心 最終章 The Final（2021年4月23日） - 明神弥彦 役[2][11]
- 水は海に向かって流れる（2023年6月9日） - 熊沢直達 役[12][13]

#### 短編映画
- 東京彗星（2017年）[14] -  廣田翔 役
- ふっかつのじゅもん（2017年）[15] - 日比谷静（幼少期）役
- その瞬間、僕は泣きたくなった-CINEMA FIGHTERS project-「Ghosting」（2019年11月8日）[16] - バク（幼少期）役

### アニメ映画
- ドラゴンクエスト ユア・ストーリー（2019年8月2日） - リュカ（幼少期）役

### テレビドラマ
- ドン★キホーテ 第9話（2011年、日本テレビ） - 村松亮太 役
- 聖なる怪物たち  （2012年1月19日 - 3月8日）
- 相棒 Season10 第19話（2012年、テレビ朝日）
- 信州山岳刑事 道原伝吉 「信州あずみ野名刑事道原伝吉の捜査行 長崎雲仙島原湯煙地獄」（2012年6月6日、テレビ東京） - 川尻（幼少期）役
- 家族のうた 第7話（2012年、フジテレビ） - 根本たける役
- 花の冠（2012年、テレビ朝日） - 桜 役
- ゴーイング マイ ホーム（2012年、関西テレビ・フジテレビ） - 下島大地 役
- 白衣のなみだ 第一部　余命（2013年、東海テレビ） - 田中友幸 役
- 空飛ぶ広報室 第1話（2013年4月14日、TBS）
- 潜入探偵トカゲ 第6話（2013年5月23日、TBS） - 川野竜一 役
- 明日の光をつかめ －2013 夏－（2013年、フジテレビ） - 仁（幼少期）役
- 秩父SL・3月23日の証言（2013年、テレビ朝日） - 少年 役
- 半沢直樹 第1話（2013年7月7日、TBS） - 近藤洋弼 役
- なるようになるさ。（2013年7月12日 - 9月20日、TBS） - 千葉誠 役
- 警部補・佐々木丈太郎シーズン６（2013年10月25日、フジテレビ）
- なるようになるさ。シーズン2（2014年4月22日 - 6月24日、TBS） - 千葉誠 役
- ホテルGメン具志堅陽子の殺人推理2（2014年、テレビ東京）- 村上弘夢 役
- 罪人の嘘（2014年、WOWOW） - 笠原卓也（幼少期）役
- ディアシスター（2014年10月16日 - 12月18日、フジテレビ） - 政虎（8歳）役
- 大使閣下の料理人（2015年1月3日、フジテレビ） - 大沢公（幼少期）役
- 美女と男子（2015年4月14日 - 8月25日、NHK） - 沢渡一臣 役
- サマー・ストーカーズ・ブルース（2015年、フジテレビ）
- 一千兆円の身代金（2015年10月17日、フジテレビ）
- 悪党たちは千里を走る（2016年1月20日 - 3月23日、TBS） - 渋井巧 役
- 念力家族（2016年、NHK Eテレ） - 阿武隈川ショパン 役
- そして、誰もいなくなった 第9話（2016年9月11日、日本テレビ） - 藤堂新一（少年期）役
- 陽炎の辻 完結編 〜居眠り磐音 江戸双紙〜（2017年、NHK） - 空也 役[17]
- 連続ドラマW「北斗 -ある殺人者の回心-」（2017年、WOWOW）- 端爪北斗（幼少期）役
- ドラマ・ミステリーズ〜カリスマ書店員が選んだ珠玉の一冊〜「情けは人の…」（2017年、フジテレビ） - 塚原昌彦 役
- ボク、運命の人です。 第3話（2017年4月29日、日本テレビ） - 伊藤 役
- アキラとあきら（2017年、WOWOW） - 彬（幼少期）役
- ブランケット・キャッツ 第6・7話（2017年、NHK） - 小宮山サトル 役
- 全力失踪 第6話（2017年10月8日、NHK総合）- 木場瞬 役
- トドメの接吻（2018年1月7日 - 3月11日、日本テレビ） - 堂島旺太郎（幼少期）役
- 御茶ノ水ロック（2018年1月17日 - 、テレビ東京） - 片山亮（幼少期）役
- アガサクリスティー2夜連続ドラマスペシャル「大女優殺人事件〜鏡は横にひび割れて〜」（2018年3月25日、テレビ朝日） - 松田松虫（幼少期）役
- シグナル 長期未解決事件捜査班（2018年4月10日 - 6月12日、関西テレビ、フジテレビ） - 三枝健人（小学高学年期）役
- 鳴門秘帖 第1回（2018年4月20日、NHK）- 弦之丞（少年期）役
- トーキョーエイリアンブラザーズ 第8話（2018年9月10日、日本テレビ）- 兄 役
- 昭和元禄落語心中（2018年10月12日、NHK）- 有楽亭八雲（菊比古）（幼少期）役
- 僕とシッポと神楽坂（2018年10月12日 - 11月30日、テレビ朝日）- 高円寺達也（少年期） 役[18][19]
- コールドケース2 〜真実の扉〜 第4話（2018年11月3日、WOWOW）[20] - 兄 役
- I"s（アイズ） 第1話・第2話（2018年12月21日 - 、BSスカパー！）- 瀬戸一貴（幼少期）役
- 二つの祖国（2019年3月23日・24日、テレビ東京）- 賢治（少年期）役
- 水戸黄門 第3話（2019年6月2日、BS-TBS）- 市太 役[21]
- 悪魔の弁護人・御子柴礼司 〜贖罪の奏鳴曲〜（2019年12月7日 - 2020年1月25日、東海テレビ・フジテレビ）- 園部信一郎 役[22]
- 病室で念仏を唱えないでください 第1話（2020年1月17日、TBS） - 谷村将太 役[23]
- アリバイ崩し承ります 第4話（2020年2月22日、テレビ朝日）- 原口龍平 役[24]
- ショートショート劇場『こころのフフフ』（2021年8月、WOWOW） - 瀬川小太郎 役[25]
- ゴシップ#彼女が知りたい本当の○○ 第3話・最終話（2022年1月20日・3月17日、フジテレビ） - 椛谷涼太 役[26]
- 墜落JKと廃人教師 第6話（2023年5月11日、MBS） - 有働淳人 役[27]
- 大河ドラマ どうする家康 第26回 - 第28回（2023年7月9日 - 23日、NHK） - 森乱 役[28]
- 真夏のシンデレラ（2023年7月10日 - 9月18日、フジテレビ） - 蒼井海斗 役[29]
- さよならマエストロ〜父と私のアパッシオナート〜（2024年1月14日 - 3月17日、TBS） - 夏目海 役[30]
- スカイキャッスル（2024年7月25日 - 9月26日、テレビ朝日） - 冴島遥人 役[31]
- 藤子・F・不二雄 SF短編ドラマ シーズン3「マイロボット」（2025年3月27日、NHK BSプレミアム4K）[32]
- ミッドナイト屋台〜ラ・ボンノォ〜 第5話・第6話（2025年5月10日・17日、東海テレビ・フジテレビ） - 方丈輝昌 役[33]
- ちはやふる-めぐり-（2025年7月9日 - 、日本テレビ） - 奥山翔 役[34][35]

### テレビバラエティ
- ほんとにあった怖い話　夏の特別篇2016（2016年8月20日、フジテレビ）ほん怖クラブメンバー
- ジョブチューン〜アノ職業のヒミツぶっちゃけます！（2017年2月25日、TBS）
- 中居正広の金曜日のスマイルたちへ（2022年7月1日、TBS） 祝！デビュー25周年　KinKi Kids波乱万丈」再現ドラマ - 堂本光一 役

### ドキュメンタリー
- こころの時代〜宗教・人生〜「テレジンの絵は語り続ける」（2019年6月9日）- ナレーション

### CM
- YKK AP
- ジョンソン「グレード」
- セブンイレブン「仮面ライダースタンプラリー」
- メガハウス「tap me」
- 「Norton」
- ユニクロ「ステテコ＆リラコ」
- 明治「グルト！」
- 「Play-Doh」
- 花王「ビオレu」
- タカラトミー「アニマルアドベンチャー」
- トヨタ自動車「VOXY」
- 「USJ」
- キッコーマン「うちのごはん」
- 「an×進撃の巨人　応募せよ、親戚の巨人篇」
- ハシモト「フィットちゃんランドセル」（2017年モデル、2018年モデル[36]、2019年モデル[37]）
- スズキ「スペーシア」（2017年12月 - ）[38][39][40][41][42][43][44][45]
- スピッツ 17thアルバム『ひみつスタジオ』[46]

### スチール
- ファミリーマート
- 学研（2014年）イメージモデル

### 舞台
- 歌舞伎「義賢最期」- 太郎吉役

### 配信ドラマ
- FINAL CUT チェインストーリー 第5.5・7.5話（2018年1月9日 - 3月11日、GYAO!） - 野田大地（幼少期）役
- 君と世界が終わる日に Season4（2023年3月19日 - 、Hulu）[47]

### その他
- ロート製薬「ロートこどもソフト」
- ベネッセ「こどもちゃれんじ ぽけっと」

## 音楽
- おじさんサンデー フルコーラス（2016年11月3日）- 映画「ぼくのおじさん」オリジナル・サウンドトラック

## 書籍

### 連載
- 「大西利空　Ｇ熱大リク」雑誌『月刊ジャイアンツ』（2022年10月号 - ）